# Federazione Internazionale Tennis
La Federazione Internazionale Tennis (ITF) è il corpo dirigente del mondo del tennis, a cui aderiscono 211 associazioni tennistiche nazionali. Venne istituita con il nome di Federazione Internazionale Tennis su prato (ILTF) da dodici associazioni nazionali che si incontrarono in una conferenza a Parigi il 1º marzo 1913.
Nel 1924 divenne l'organizzazione ufficialmente riconosciuta con il compito di controllo sul tennis su prato in tutto il mondo, con la costituzione di regole ufficiali. Nel 1977 scomparve la parola "su prato" dal nome, in quanto venne riconosciuto che la maggior parte del tennis non era più praticato sull'erba. Originariamente risiedeva a Parigi, ma durante la seconda guerra mondiale si trasferì a Roehampton, a sud-est di Londra, dove ancora oggi risiede.

## Tornei organizzati dall'ITF

### A squadre
L'ITF organizza due delle tre principali manifestazioni a squadre di questo sport: la Coppa Davis per uomini e la Billie Jean King Cup per le donne. Fino al 2020 organizzava anche la Hopman Cup, per squadre miste, sostituita dalla ATP Cup (a sua volta sostituita dalla United Cup) organizzata dall'ATP. All'ITF spetta anche l'organizzazione dei tornei di tennis ai Giochi olimpici e ai Giochi paralimpici, nei quali gli atleti rappresentano la propria nazione.

### Individuali
I tornei individuali organizzati dall'ITF che garantiscono punti validi per il ranking ATP maschile e per il ranking WTA femminile sono quelli del Grand Slam, dell'ITF Men's World Tennis Tour maschile e dell'ITF Women's World Tennis Tour femminile.

#### Grand Slam
La ITF è responsabile dei quattro più importanti tornei della disciplina, quelli del Grande Slam: l'Australian Open, gli Internazionali di Francia di tennis, il Torneo di Wimbledon e gli US Open.

#### Tornei professionistici internazionali minori
I tornei professionistici internazionali più importanti, dopo i tornei del Grand Slam, sono organizzati dall'Association of Tennis Professionals (ATP) per gli uomini e dalla Women's Tennis Association (WTA) per le donne. Quelli del livello successivo sono organizzati dall'ITF e danno la possibilità ai tennisti giovani o di secondo piano di accumulare punti validi per le classifiche dell'ATP o della WTA per poter accedere ai tabelloni dei tornei dell'ATP, della WTA e del Grand Slam.

##### Circuito ITF maschile
I tornei del circuito ITF maschile garantiscono punti per il ranking ATP e danno modo ai tennisti professionisti di risalire la classifica per poter partecipare a tornei di livello superiore. Con la riforma del 2019, il circuito ha preso il nome ITF Men's World Tennis Tour; è strutturato per permettere ai tennisti del circuito juniores di competere con i giocatori di livello superiore e progredire nel ranking mondiale. I tornei sono stati suddivisi in due livelli, gli M25 con montepremi minimo di 25 000 dollari e gli M15 con montepremi minimo di 15 000 dollari; nei tabelloni principali degli M15 vi sono posti riservati ai 100 migliori classificati nelle graduatorie juniores.
I tornei del circuito ITF maschile vengono in ordine di importanza, montepremi e punti assegnati, subito dopo i tornei Challenger 50 dell'ATP Challenger Tour, gestito dall'ATP, che garantiscono un montepremi minimo di 30 000/35 000 dollari.

##### Circuito ITF femminile
I tornei del circuito ITF femminile garantiscono punti per il Ranking WTA e, come quelli del circuito ITF maschile, danno modo alle tenniste professioniste di risalire la classifica per poter partecipare a tornei di livello superiore. Con la riforma del 2019, il circuito ha preso il nome ITF Women's World Tennis Tour ed è strutturato per permettere alle tenniste del circuito juniores di competere con le giocatrici di livello superiore e progredire nel ranking mondiale. I tornei sono stati suddivisi in cinque livelli, i W15 con montepremi minimo di 15 000 dollari, i W25 con montepremi minimo di 25 000 dollari, i W60 con montepremi minimo di 60 000 dollari, i W80 con montepremi minimo di 80 000 dollari, i W100 con montepremi minimo di 100 000 dollari; nei tabelloni principali dei W15 vi sono posti riservati alle 100 migliori classificate nelle graduatorie juniores.
I tornei professionistici femminili sono strutturati diversamente da quelli maschili. I tornei dell'ITF Women's Circuit vengono, in ordine di importanza, dopo quelli della serie WTA 125s, gestita dalla WTA, che garantiscono un montepremi minimo di 125 000 dollari.

#### Altri
L'ITF organizza anche i tornei maschili e femminili per tennisti che competono nei seguenti circuiti:
- ITF Junior Circuit, circuito internazionale per juniores under-18.
- ITF Seniors Circuit, circuito internazionale per tennisti che hanno superato i 35 anni, suddiviso in varie categorie a partire dagli Over 35, Over 40 ecc.
- ITF Wheelchair Tennis Tour, circuito internazionale del tennis in carrozzina
- ITF Beach Tennis Tour, circuito internazionale del tennis da spiaggia

## Campioni del mondo ITF
Dal 1978, l'International Tennis Federation (ITF) ha designato un "campione del mondo" ogni anno, basandosi sulle prestazioni durante tutto l'anno, compresi i tornei del Grande Slam, l'ATP World Finals Tour, la Coppa Davis e i tour settimanali.

### Seniors
| Anno | Singolare maschile | Singolare femminile         | Doppio maschile                     | Doppio femminile                        |
| ---- | ------------------ | --------------------------- | ----------------------------------- | --------------------------------------- |
| 1978 | Björn Borg         | Chris Evert                 |                                     |                                         |
| 1979 | Björn Borg         | apolide Martina Navrátilová |                                     |                                         |
| 1980 | Björn Borg         | Chris Evert-Lloyd           |                                     |                                         |
| 1981 | John McEnroe       | Chris Evert-Lloyd           |                                     |                                         |
| 1982 | Jimmy Connors      | Martina Navrátilová         |                                     |                                         |
| 1983 | John McEnroe       | Martina Navrátilová         |                                     |                                         |
| 1984 | John McEnroe       | Martina Navrátilová         |                                     |                                         |
| 1985 | Ivan Lendl         | Martina Navrátilová         |                                     |                                         |
| 1986 | Ivan Lendl         | Martina Navrátilová         |                                     |                                         |
| 1987 | Ivan Lendl         | Steffi Graf                 |                                     |                                         |
| 1988 | Mats Wilander      | Steffi Graf                 |                                     |                                         |
| 1989 | Boris Becker       | Steffi Graf                 |                                     |                                         |
| 1990 | Ivan Lendl         | Steffi Graf                 |                                     |                                         |
| 1991 | Stefan Edberg      | Monica Seles                |                                     |                                         |
| 1992 | Jim Courier        | Monica Seles                |                                     |                                         |
| 1993 | Pete Sampras       | Steffi Graf                 |                                     |                                         |
| 1994 | Pete Sampras       | Arantxa Sánchez Vicario     |                                     |                                         |
| 1995 | Pete Sampras       | Steffi Graf                 |                                     |                                         |
| 1996 | Pete Sampras       | Steffi Graf                 | Todd Woodbridge & Mark Woodforde    | Lindsay Davenport & Mary Joe Fernández  |
| 1997 | Pete Sampras       | Martina Hingis              | Todd Woodbridge & Mark Woodforde    | Lindsay Davenport & Jana Novotná        |
| 1998 | Pete Sampras       | Lindsay Davenport           | Jacco Eltingh & Paul Haarhuis       | Lindsay Davenport & Jana Novotná        |
| 1999 | Andre Agassi       | Martina Hingis              | Mahesh Bhupathi & Leander Paes      | Martina Hingis & Anna Kurnikova         |
| 2000 | Gustavo Kuerten    | Martina Hingis              | Todd Woodbridge & Mark Woodforde    | Julie Halard-Decugis & Ai Sugiyama      |
| 2001 | Lleyton Hewitt     | Jennifer Capriati           | Jonas Björkman & Todd Woodbridge    | Lisa Raymond & Rennae Stubbs            |
| 2002 | Lleyton Hewitt     | Serena Williams             | Daniel Nestor & Mark Knowles        | Virginia Ruano Pascual & Paola Suárez   |
| 2003 | Andy Roddick       | Justine Henin               | Bob Bryan & Mike Bryan              | Virginia Ruano Pascual & Paola Suárez   |
| 2004 | Roger Federer      | Anastasija Myskina          | Bob Bryan & Mike Bryan              | Virginia Ruano Pascual & Paola Suárez   |
| 2005 | Roger Federer      | Kim Clijsters               | Bob Bryan & Mike Bryan              | Lisa Raymond & Samantha Stosur          |
| 2006 | Roger Federer      | Justine Henin               | Bob Bryan & Mike Bryan              | Lisa Raymond & Samantha Stosur          |
| 2007 | Roger Federer      | Justine Henin               | Bob Bryan & Mike Bryan              | Cara Black & Liezel Huber               |
| 2008 | Rafael Nadal       | Jelena Janković             | Daniel Nestor & Nenad Zimonjić      | Cara Black & Liezel Huber               |
| 2009 | Roger Federer      | Serena Williams             | Bob Bryan & Mike Bryan              | Cara Black & Liezel Huber               |
| 2010 | Rafael Nadal       | Caroline Wozniacki          | Bob Bryan & Mike Bryan              | Gisela Dulko & Flavia Pennetta          |
| 2011 | Novak Đoković      | Petra Kvitová               | Bob Bryan & Mike Bryan              | Květa Peschke & Katarina Srebotnik      |
| 2012 | Novak Đoković      | Serena Williams             | Bob Bryan & Mike Bryan              | Sara Errani & Roberta Vinci             |
| 2013 | Novak Đoković      | Serena Williams             | Bob Bryan & Mike Bryan              | Sara Errani & Roberta Vinci             |
| 2014 | Novak Đoković      | Serena Williams             | Bob Bryan & Mike Bryan              | Sara Errani & Roberta Vinci             |
| 2015 | Novak Đoković      | Serena Williams             | Jean-Julien Rojer & Horia Tecău     | Martina Hingis & Sania Mirza            |
| 2016 | Andy Murray        | Angelique Kerber            | Jamie Murray & Bruno Soares         | Caroline Garcia & Kristina Mladenovic   |
| 2017 | Rafael Nadal       | Garbiñe Muguruza            | Łukasz Kubot & Marcelo Melo         | Martina Hingis & Chan Yung-jan          |
| 2018 | Novak Đoković      | Simona Halep                | Jack Sock & Mike Bryan              | Barbora Krejčíková & Kateřina Siniaková |
| 2019 | Rafael Nadal       | Ashleigh Barty              | Juan Sebastián Cabal & Robert Farah | Tímea Babos & Kristina Mladenovic       |
| 2020 | Non assegnato      | Non assegnato               | Non assegnato                       | Non assegnato                           |
| 2021 | Novak Đoković      | Ashleigh Barty              | Mate Pavić & Nikola Mektić          | Barbora Krejčíková & Kateřina Siniaková |
| 2022 | Rafael Nadal       | Iga Świątek                 | Joe Salisbury & Rajeev Ram          | Barbora Krejčíková & Kateřina Siniaková |
| 2023 | Novak Đoković      | Aryna Sabalenka             | Joe Salisbury & Rajeev Ram          | Storm Hunter & Elise Mertens            |
| 2024 | Jannik Sinner      | Iga Świątek                 | Marcelo Arévalo & Mate Pavić        | Sara Errani & Jasmine Paolini           |

## Ranking mondiale per squadre nazionali
A partire dai primi anni duemila, la ITF si occupa anche di stilare una classifica mondiale per nazioni in base ai risultati ottenuti dalle varie squadre nelle massime competizioni maschile e femminile, la Coppa Davis e la Billie Jean King Cup.

### ITF Davis Cup Nations Ranking
Top 15 aggiornata al 26 novembre 2024
| Pos. | Mov.    | Nazione     | Punti  |
| ---- | ------- | ----------- | ------ |
| 1    | Stabile | Italia      | 637,25 |
| 2    | 1       | Australia   | 519,75 |
| 3    | 1       | Canada      | 477,95 |
| 4    | 2       | Paesi Bassi | 462    |
| 5    | Stabile | Germania    | 449,5  |
| 6    | 2       | Stati Uniti | 432,5  |
| 7    | Stabile | Serbia      | 393,75 |
| 8    | Stabile | Croazia     | 393    |
| 9    | Stabile | Francia     | 390,75 |
| 10   | Stabile | Spagna      | 389    |
| 11   | Stabile | Rep. Ceca   | 387,5  |
| 12   | Stabile | Regno Unito | 387,25 |
| 13   | Stabile | Finlandia   | 383,25 |
| 14   | Stabile | Belgio      | 368    |
| 15   | Stabile | Argentina   | 360,5  |

### ITF Billie Jean King Cup Nations Ranking
Top 15 aggiornata al 4 dicembre 2024.
| Pos. | Mov. | Nazione     | Punti   |
| ---- | ---- | ----------- | ------- |
| 1    | 2    | Italia      | 1228,75 |
| 2    | 1    | Canada      | 1066,65 |
| 3    | 1    | Rep. Ceca   | 1028.75 |
| 4    | 6    | Slovacchia  | 1020,00 |
| 5    | 1    | Australia   | 973,75  |
| 6    | 3    | Polonia     | 961,25  |
| 7    | 5    | Regno Unito | 955,00  |
| 8    | 1    | Svizzera    | 90,00   |
| 9    | 4    | Stati Uniti | 935,00  |
| 10   | 4    | Spagna      | 922,50  |
| 11   | 3    | Germania    | 907,50  |
| 12   | 1    | Kazakistan  | 817,50  |
| 13   | 2    | Romania     | 816,25  |
| 14   | 1    | Giappone    | 786,25  |
| 15   | 1    | Francia     | 778,75  |